# Thông Lamberta
Thông Lamberta hay thông đường (danh pháp hai phần: Pinus lambertiana) là một loài thông có trong khu vực miền núi ở Oregon và California thuộc miền tây Hoa Kỳ và Baja California ở tây bắc México; đặc biệt là tại Sierra Nevada, dãy núi Cascade, dãy núi Coast và Sierra San Pedro Martir. Loài này được Douglas miêu tả khoa học đầu tiên năm 1827.

## Mô tả
Loài thông này là to lớn nhất trong các loài thông, nói chung cao tới 40–60 m (130–200 ft), có thể lên tới 81 m (265 ft), và đường kính thân cây 1,5-2,5 m (5–8 ft), đôi khi tới 3,5 m (11 ft).

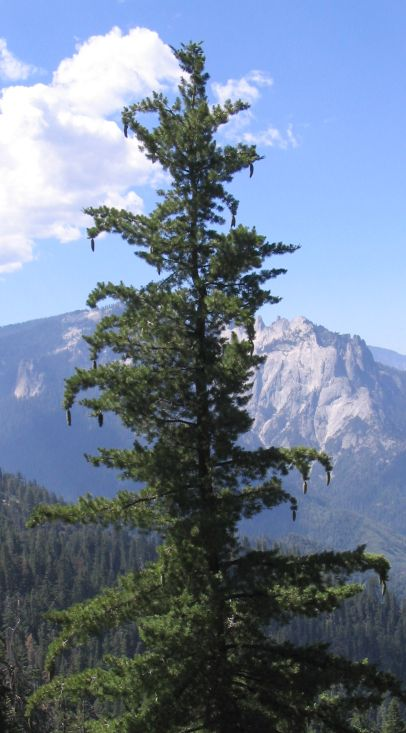
Thông Lamberta có các cành thẳng và dài, trĩu xuống ở phần ngọn do các nón.

Là thành viên của nhóm thông trắng (phân chi Strobus) của chi Pinus nên giống như các thành viên khác của nhóm này, các lá kim của nó mọc thành chùm 5 lá với bao vỏ sớm rụng. Chúng dài 6–11 cm (2-4 inch). Thông Lamberta có các nón dài nhất trong số các loài cây lá kim, chủ yếu dài 25–50 cm (10–20 in), đôi khi tới 66 cm (26 inch), mặc dù các nón của thông Coulter trông to lớn hơn. Các hạt dài 10–12 mm (0,4-0,5 inch), với cánh dài 2–3 cm (0,75-1,2 inch) hỗ trợ sự phát tán bằng gió.

Thông Lamberta rất dễ bị nấm gỉ sét phồng rộp thông trắng (Cronartium ribicola) tấn công. Một tỷ lệ lớn thông Lamberta bị nấm gỉ sét này giết hại, cụ thể là trong khu vực phía bắc của phạm vi phân bố. Lưu trữ ngày 9 tháng 10 năm 2006 tại Wayback Machine Cục Lâm nghiệp Hoa Kỳ có chương trình để phát triển các giống kháng nấm cho thông Lamberta và thông trắng miền tây. Các cây non của các giống này đã được đưa vào trồng trong tự nhiên. Sugar Pine Foundation (Quỹ Thông đường) tại lòng chảo hồ Tahoe đã thành công trong việc tìm kiếm thông đường kháng nấm và chứng minh rằng nó là quan trọng đối với các công dân trong việc hỗ trợ Cục Lâm nghiệp Hoa Kỳ để phục hồi loài này. 
Nhà tự nhiên học John Muir coi thông Lamberta là "vua của cây lá kim". Tên gọi thông đường có nguồn gốc từ nhựa mủ ngọt mà Muir cho là ưa thích hơn so với phong đường.

## Văn hóa dân gian
Trong hệ thống tín ngưỡng của người Achumawi thì Annikadel - đấng Tạo hóa - đã tạo ra một trong những 'Người đầu tiên' bằng cách cố tình để rơi hạt thông đường vào nơi thích hợp cho sự phát triển. Một trong những hậu duệ trong dòng họ này là Sugarpine-Cone Man (Người đàn ông Nón Thông đường), và ông có người con trai thông minh tên là Ahsoballache.
Sau khi Ahsoballache cưới con gái của To'kis là Chipmunk-Woman (người đàn bà Sóc chuột), ông nội của Ahsoballache đòi hỏi cặp vợ chồng này phải có con cái. Để đạt mục đích này, người ông bẻ một vảy bắc từ nón của thông đường và bí mật chỉ thị cho Ahsoballache ngâm những thứ chứa trong vảy bắc đó vào suối nước và giấu nó bên trong một cái rổ có nắp đậy. Ahsoballache thực hiện các công việc đó trong đêm; vào bình minh ngày hôm sau thì ông và vợ ông phát hiện ra một đứa trẻ mới đẻ tên là Edechewe (Người đàn ông đánh cá) gần giường của họ.